# Мистецтво України та діаспори: дереворізьба сакральна й ужиткова
Мистецтво України та діаспори: дереворізьба сакральна й ужиткова — книга, яку створив Богдан Тимків і присвятив огляду і аналізу еволюції української дереворізьби вітчизняних майстрів та представників української діаспори. Надрукована 2010 року.

## Історія досліджень
Українська дереворізьба здавна приваблювала спостерігачів і дослідників. Увагу насамперед приваблювали іконостаси українських церков, техніки створення різьблених орнаментів, оздоблення царських врат, а також напрестольних і процесійних хрестів, дерев'яних панікадил, свічників, кіотів, тетраподів тощо. Аналізом і дослідженням окремих пам'яток займалися В. Свєнціцька, М. Драган, М. Станкевич, брати В. і Д. Щербаківські, А. Будзан, В. Січинський тощо. Їх працю продовжив і професор Богдан Тимків.

## Книга
Робота професора Богдана Тимківа має спеціальне призначення і перш за все розрахована на студентів художніх та духовних навчальних закладів, вже знайомих із сакральною культурою України. Викладання в книзі дещо конспективне, акценти зроблені на вузлових питаннях розвитку сакрального та ужиткового мистецтва. Але чимало цікавого знайдуть і аматори, і прихильники дереворізьби в провінціях.
Особливо слід відзначити розділ «Збереження та розвиток українського сакрального мистецтва й дереворізьби в діаспорі», бо саме в українській діаспорі не було значної перерви в продовженні і розвитку національних традицій дереворізьби, ікономалярства, сакральної архітектури. Творчий доробок українських митців Австралії, Бразилії, Канади, Сполучених Штатів це добре доводить.
Кількість ілюстративного матеріалу майже вдвічі перевищує тексти і подає зразки дереворізьби від суто орнаментальних, наче запозичених, творчо перероблених керамічних і різьблених творів мусульманських майстрів, до символічних християнських — з їх горлицями, виноградними лозами, алегоріями євангелістів тощо.

## Галерея

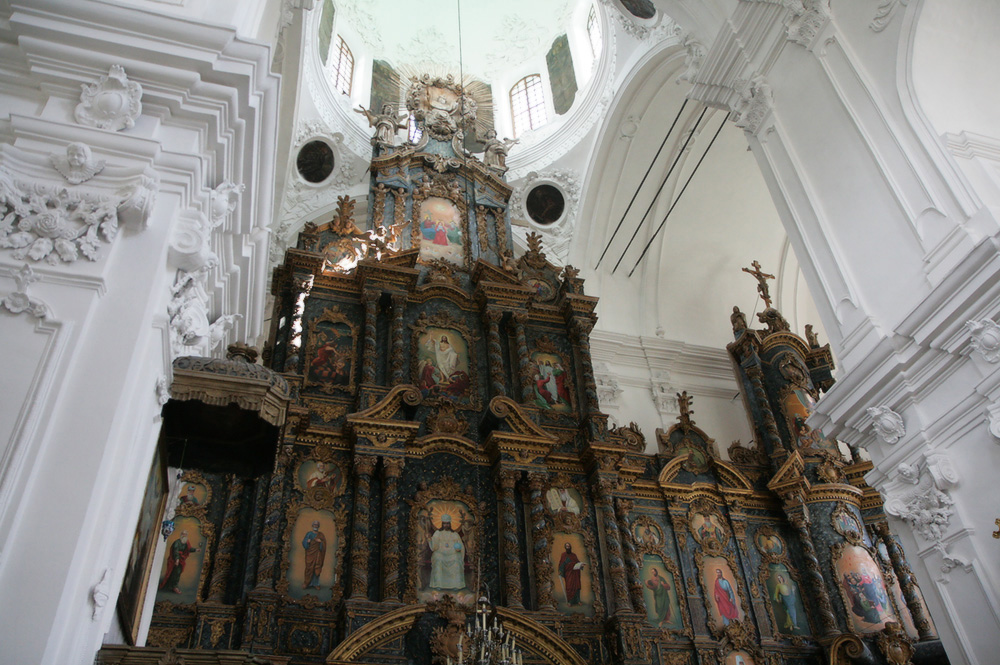
Іконостас, Собор Різдва Богородиці, Козелець.
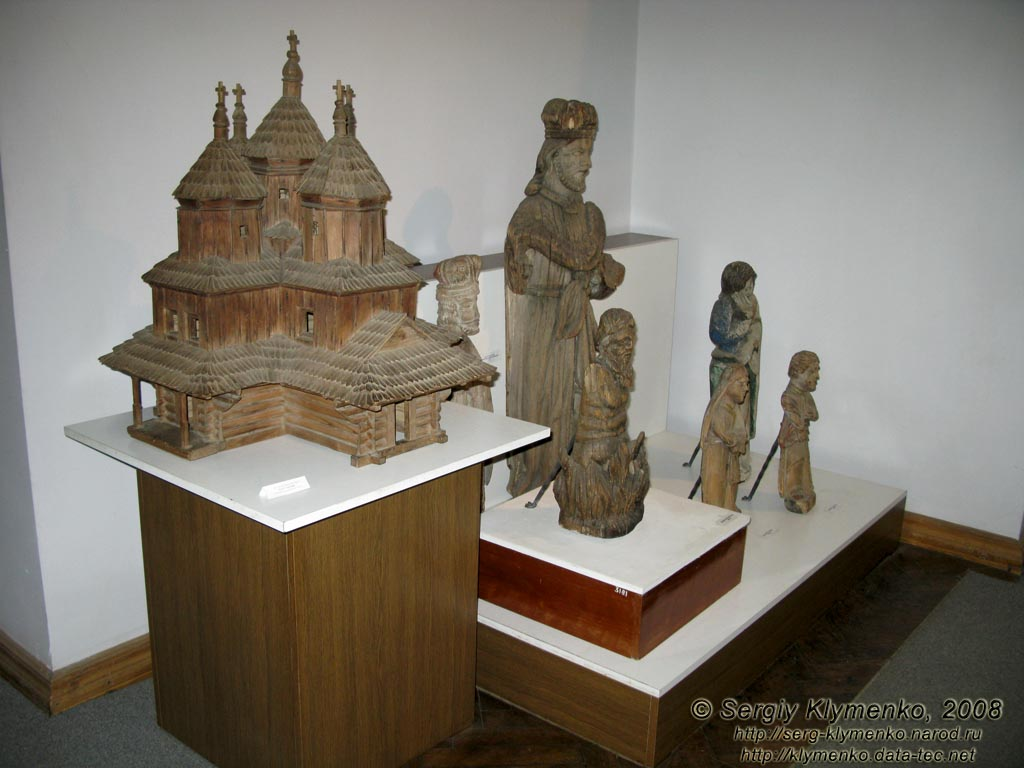
Національний музей народного мистецтва Гуцульщини та Покуття імені Й. Кобринського, місто Коломия
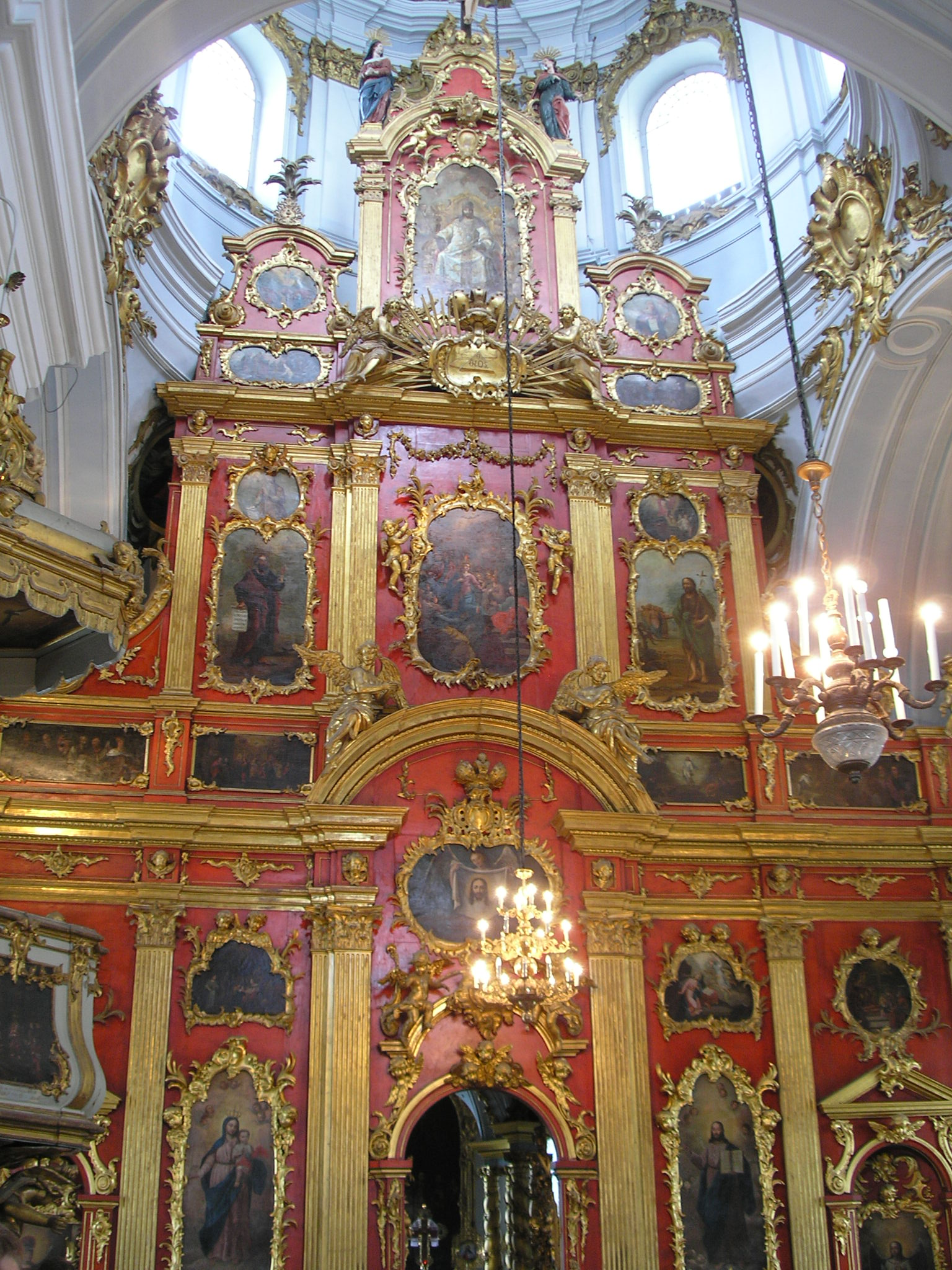
Андріївська церква, Київ. Іконостас доби бароко.

## Ресурси інтернета. Джерела
- Тимків Богдан. «Мистецтво України та діаспори: дереворізьба сакральна й ужиткова». — Івано-Франківськ: Нова Зоря, 2010. — 312 с., 563 іл.
- http://www.nbuv.gov.ua/portal/Soc_Gum/khud_kult/2007_4/PDF%5CHK-4_2007_p-603-608_Tymkiv.pdf%5Bнедоступне+посилання+з+липня+2019%5D (післямова)